# 9. Rheinisches Infanterie-Regiment Nr. 160

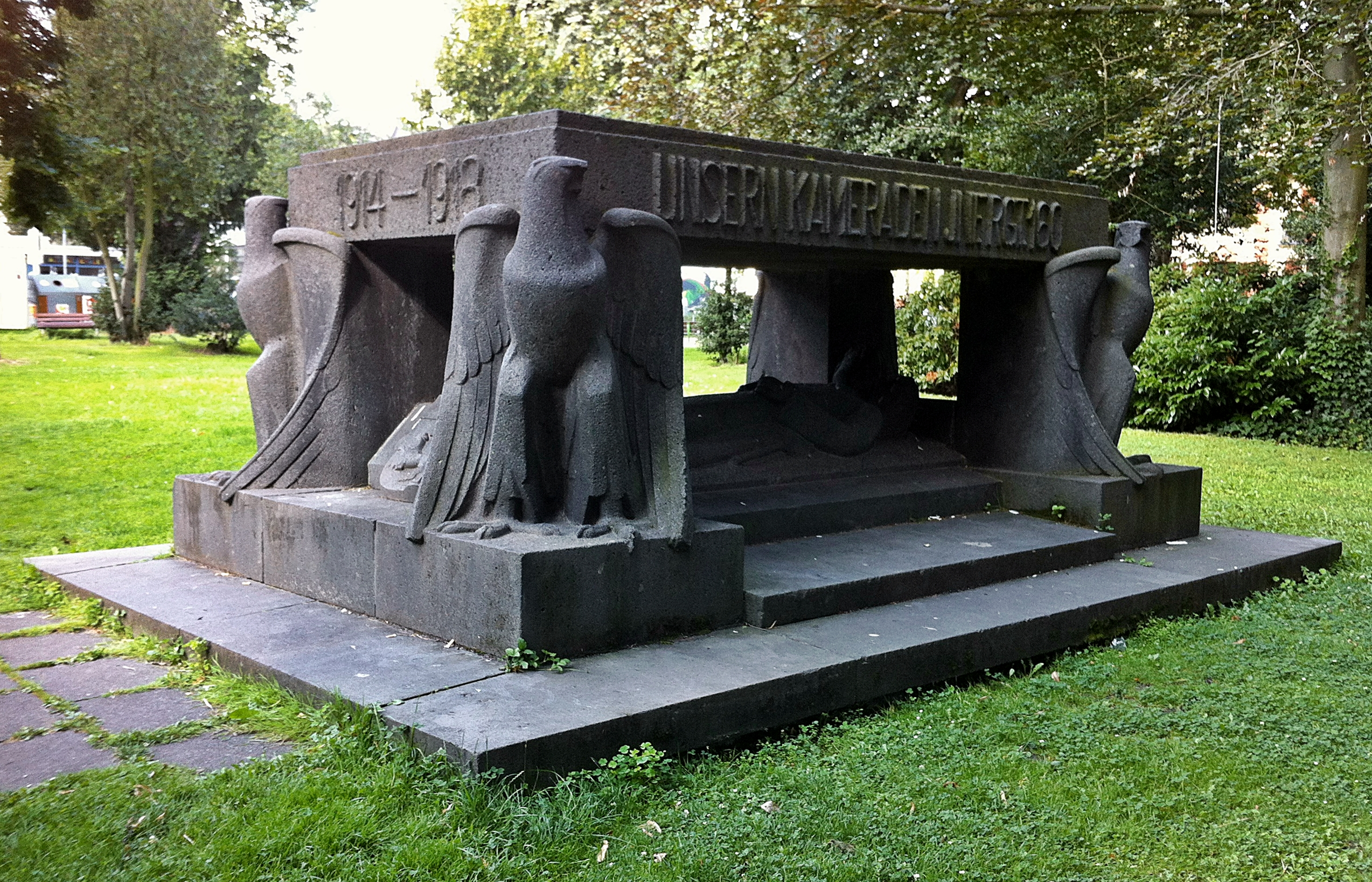
Gedenkstätte in Bonn

Das 9. Rheinische Infanterie-Regiment Nr. 160 war ein Infanterieverband der Preußischen Armee.

## Geschichte
Das Regiment wurde im Rahmen der Heereserweiterung 1897 am 31. März 1897 zeitgleich mit den Infanterie-Regimentern Nr. 146 bis 176 aufgestellt. Die Garnison war in Bonn in der Ermekeilkaserne, Diez und Euskirchen. Der Verband war der 80. Infanterie-Brigade unterstellt.
Am 27. Januar 1902 erließ Wilhelm II. den Armee-Befehl, dass die bislang noch ohne landmannschaftliche Bezeichnung geführten Verbände zur besseren Unterscheidung und zur Traditionsbildung eine Namenserweiterung erhielten. Das Regiment führte daher ab diesem Zeitpunkt die Bezeichnung 9. Rheinisches Infanterie-Regiment Nr. 160.

### Erster Weltkrieg
Zu Beginn des Ersten Weltkriegs macht der Verband am 2. August 1914 mobil und wurde in der Folgezeit hauptsächlich an der Westfront eingesetzt. Es kämpfte u. a. in den Schlachten an der Marne, der Somme und in Flandern.
Das II. Bataillon des Regiments, dem August Macke als Offizier angehörte, war am 8. August aus der Ermekeilkaserne abgerückt und mit der Bahn nach Luxemburg transportiert worden. Von Ettelbrück erfolgte der weitere Vormarsch. Am 22. August sollte Graide über Daverdisse und Porcheresse erreicht werden. In Porcheresse kam es überraschend zum Kampf mit französischen Infanteristen, an dem sich auch Dorfbewohner beteiligt haben sollen. Auch kam es zu Selbstbeschießungen der deutschen Truppe. Widersprüchliche Berichte sprechen von Gefecht, Säuberungsaktionen oder Kriegsgräuel. Das Dorf blieb nach zwei Tagen mit 7 toten Zivilisten, 55 toten Pferden, verbrannten Rindern, zerstörter Kirche und zahlreichen vernichteten Anwesen verwüstet zurück. 75 Familien hatten bei dem als Katastrophe empfundenen Ereignis ihr Zuhause verloren.

### Verbleib
Nach Kriegsende kehrte das Regiment in die Heimat zurück, wo es ab 18. Dezember 1918 in Lingen zunächst demobilisiert und 1919 schließlich aufgelöst wurde. Aus Teilen bildete sich am 16. Januar 1919 eine als Freiformation tätige Sicherheits-Kompanie.
Die Tradition übernahm in der Reichswehr durch Erlass des Chefs der Heeresleitung General der Infanterie Hans von Seeckt vom 24. August 1921 die 12. MG-Kompanie des 16. Infanterie-Regiments.

## Kommandeure
| Dienstgrad     | Name                     | Datum                                   |
| -------------- | ------------------------ | --------------------------------------- |
| Oberst         | Johannes Ferno           | 1. April 1897 bis 2. Juli 1899          |
| Oberst         | Franz von Gayl           | 3. Juli 1899 bis 21. Januar 1903        |
| Oberst         | Adolph von Bodelschwingh | 27. Januar 1903 bis 13. April 1907      |
| Oberst         | Gustav Adolf von Voss    | 14. April 1907 bis 19. Februar 1909     |
| Oberst         | Wilhelm von Henk         | 20. Februar 1909 bis 19. April 1910     |
| Oberst         | Friedrich von Trotha     | 20. April 1910 bis 17. April 1913       |
| Oberst         | Paul von der Heyde       | 18. April 1913 bis 11. November 1914    |
| Oberstleutnant | Gustav von Buddenbrock   | 12. November 1914 bis 9. Oktober 1916   |
| Major          | Oeste                    | 10. Oktober 1916 bis 24. September 1918 |
| Major          | George von Dommes        | 25. September bis Dezember 1918         |
| Oberstleutnant | Alfred Bonsack           | Dezember 1918 bis 9. Januar 1919        |